# Gilmer (Teksas)
Gilmer je grad u američkoj saveznoj državi Teksas. Prema popisu stanovništva iz 2010. u njemu je živjelo 4.905 stanovnika.